# Ishamella
Ishamella es un género de foraminífero bentónico de la subfamilia Tubinellinae, de la familia Hauerinidae, de la superfamilia Milioloidea, del suborden Miliolina y del orden Miliolida. Su especie tipo es Ishamella apertura. Su rango cronoestratigráfico abarca el Holoceno.

## Clasificación
Ishamella incluye a la siguiente especie:
- Ishamella apertura